# George Maduro

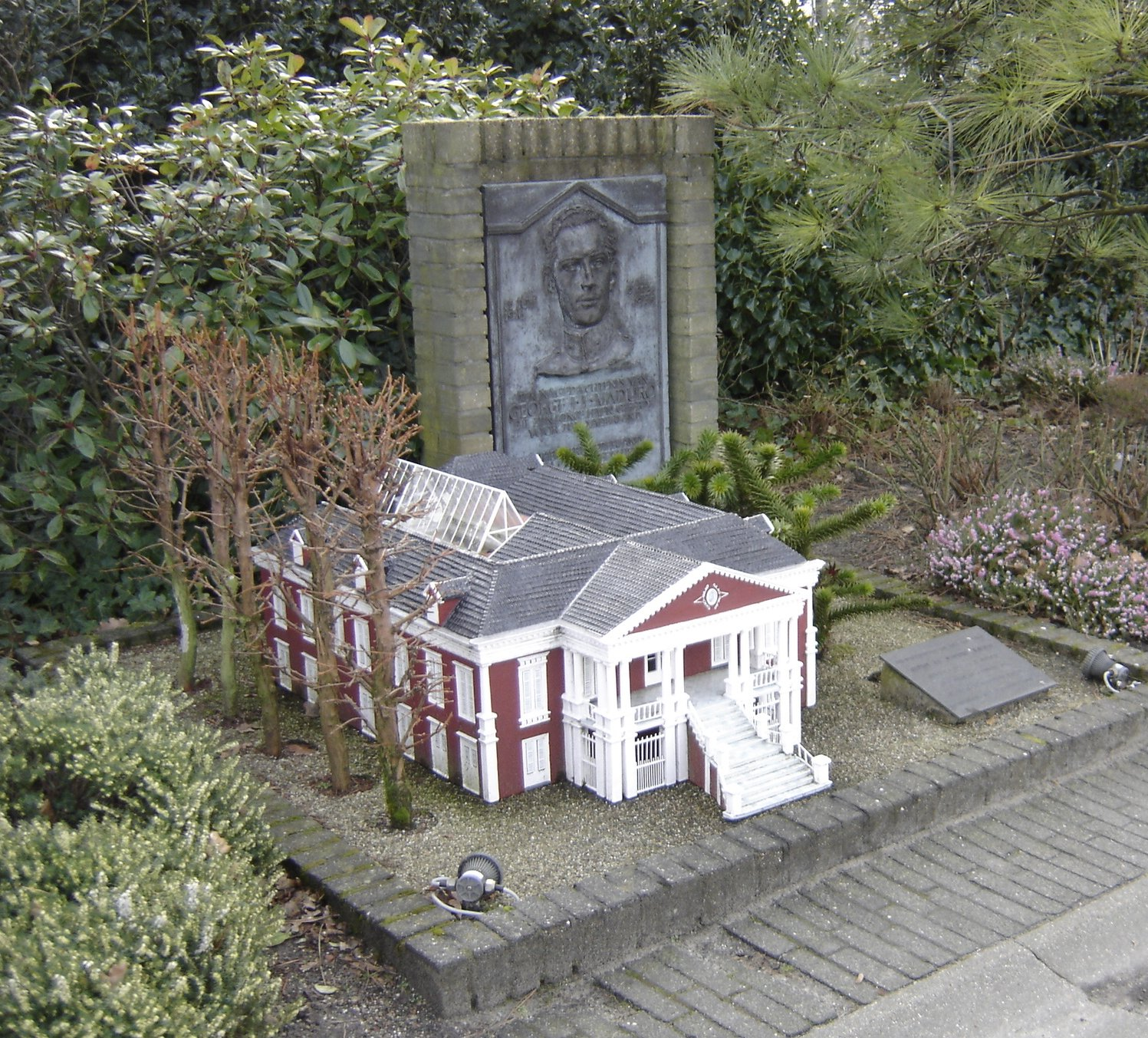
Maqueta de la casa natal de George Maduro, al parc temàtic Madurodam.

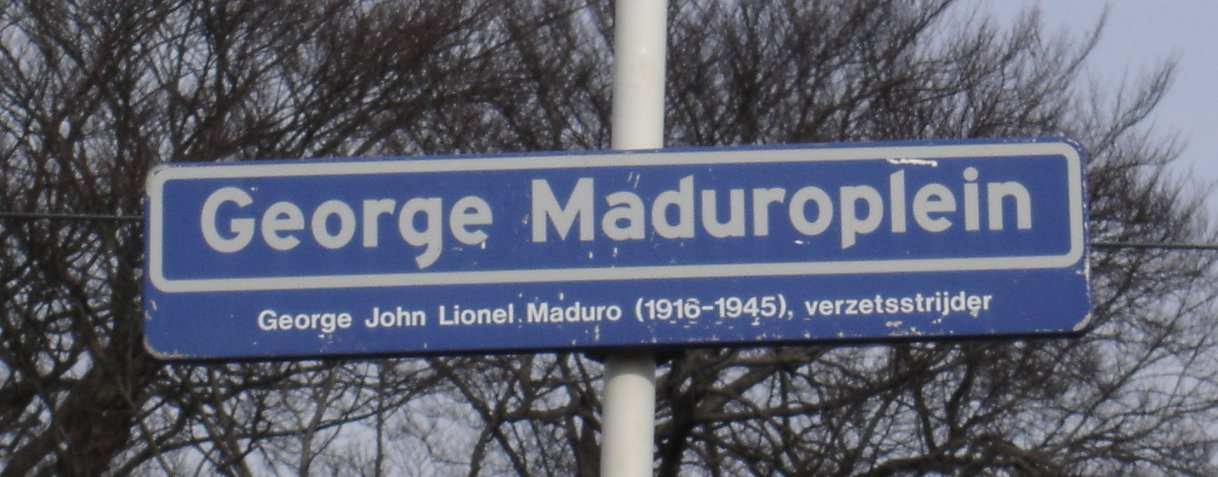
La plaça de George Maduro (George Maduroplein) a Scheveningen.

George John Lionel Maduro (Willemstad, Curaçao, 15 de juliol de 1916 - Dachau, Baviera, 8 de febrer de 1945) fou un jueu sefardita neerlandès que lluità a la Segona Guerra Mundial.

## Biografia

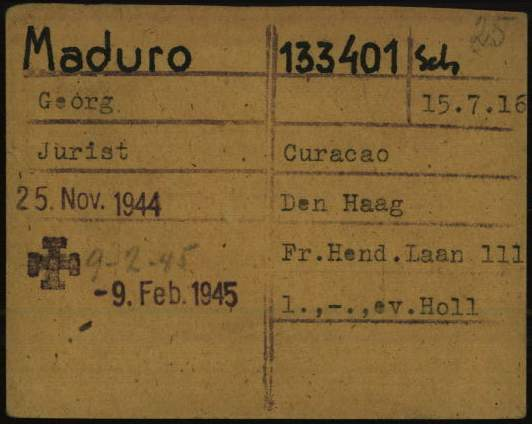
Targeta de registre de George Maduro com a presoner al camp de concentració de Dachau.

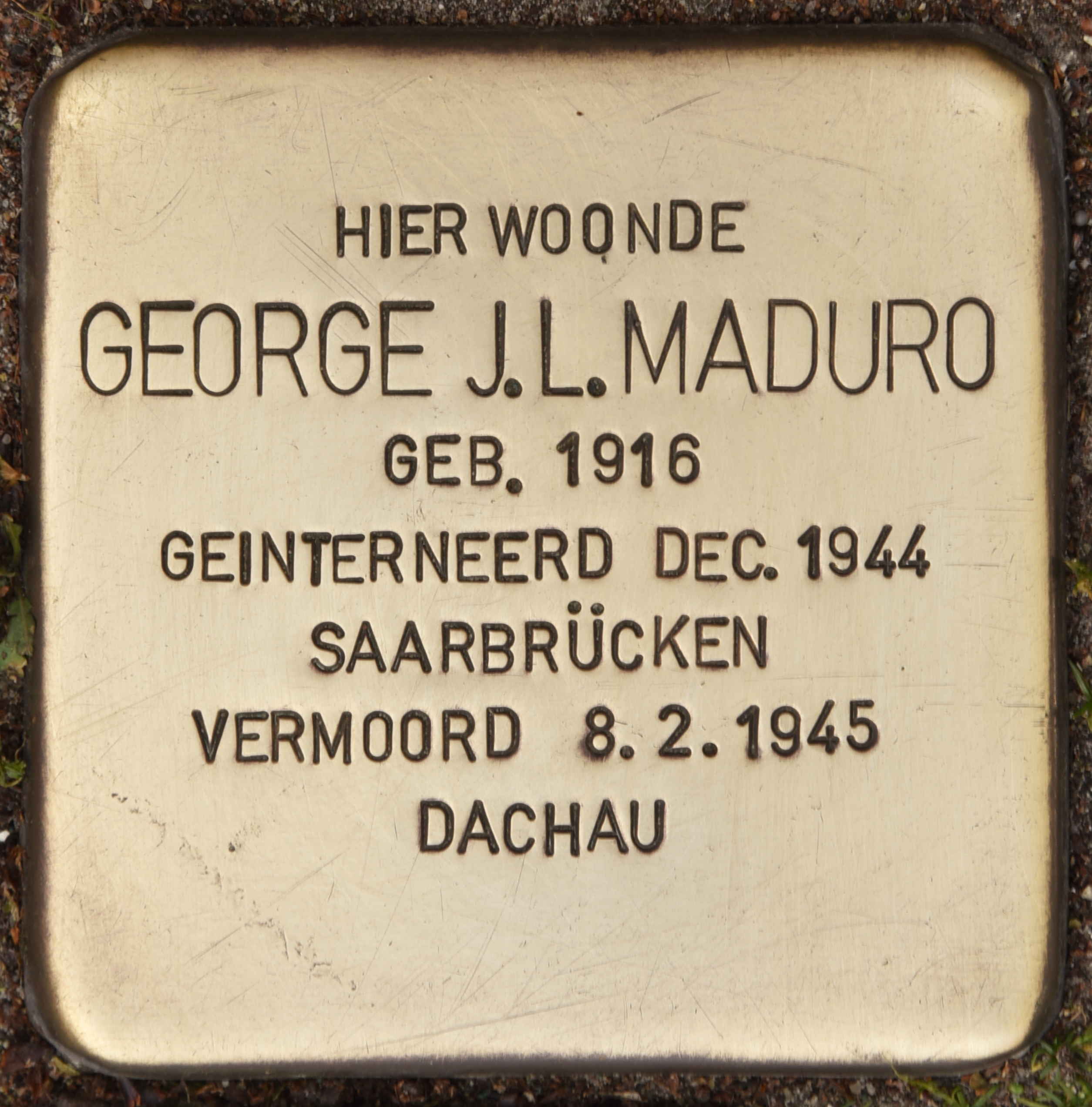
Stolperstein de George Maduro a La Haia.

George Maduro, l'únic fill dels sefardites Joshua i Rebecca Maduro, nasqué el 1916 a l'illa caribenya de Curaçao. Estudià Dret polític a la Universitat de Leiden, a la metròpoli. Per una reial ordre del 21 de novembre de 1939, George fou nomenat tinent segon de la reserva a la Cavalleria Holandesa. El maig de 1940, durant la batalla dels Països Baixos, la tropa que comandava va atacar amb èxit els alemanys a Rijswijk i va poder capturar paracaigudistes. Amb la rendició de l'exèrcit neerlandès, George fou empresonat a l'Hotel Oranje, a Scheveningen. Quan va ser alliberat, un any després, els nazis obligaven tots els jueus a portar una Estrella de David groga, però ell s'hi negà i s'uní a la resistència holandesa. Intentava ajudar els pilots aliats a fugir cap al Regne Unit a través d'Espanya, però fou capturat i empresonat un cop més. S'escapà de la presó i tornà a unir-se a la resistència. Capturat un cop més per la Gestapo, fou dut a una presó a Saarbrücken i després al Camp de concentració de Dachau, a prop de Múnic, on morí de tifus pocs dies abans de l'alliberament del camp per l'exèrcit americà, l'any 1945. Està enterrat al cementiri del camp.

## Honors
L'any 1946, després de la guerra, George Maduro rebé pòstumament l'Orde Militar de Guillem, l'honor més alt del Regne dels Països Baixos, pel seu esforç i coratge durant la batalla dels Països Baixos contra l'invasor alemany, essent la única persona originària de les Antilles Neerlandeses a qui li ha estat concedit.
Després de la Segona Guerra Mundial, els seus pares van aportar el capital inicial per construir un "parc en miniatura" que van anomenar Madurodam, inaugurat el 1952 al districte costaner de Scheveningen, a La Haia, per recordar el seu únic fill. El 1993 s'hi construí una maqueta de la casa natal de Curaçao. Així mateix, la plaça que dona accés a la ciutat en miniatura ha rebut el nom de George Maduroplein, .
El 2001 s'estrenà un documental sobre la vida de George Maduro, dirigit per Alfred Edelstein.